# 安·萊特
瑪莉·安·萊特（英語：Mary Ann Wright，1947年—）是美國退役陸軍上校和前國務院職員，以反對伊拉克戰爭聞名。她是2003年因抗議入侵伊拉克而從國務院辭職的三名官員之一。

## 生平
安·萊特自幼在阿肯色州本頓維成長。在就讀阿肯色大學時加入了美國陸軍。她在美國陸軍服役十三年，在美國陸軍預備役服役十六年，曾駐紮過格瑞那達、索馬利亞、尼加拉瓜和巴拿馬。
她獲得了阿肯色大學的法學博士學位和美國海軍戰爭學院的國家安全事務碩士學位。
1987年，萊特進入美國國務院的駐外機關事務局任職。
2003年3月19日（即2003年入侵伊拉克的前一天），萊特向國務卿柯林·鮑爾遞交了辭職信。

### 反戰運動
自從國務院辭職以來，萊特已成為反對伊拉克戰爭運動中的重要人物。她參加過多次集會，並就辭職前後的政治觀點和經歷作了許多演說。
2005年8月，她協助組織了德州凱西營示威活動。
2007年10月3日，萊特與「粉色代碼」創始人梅迪亞·班傑明被拒絕入境加拿大，因為她們的名字出現在聯邦調查局的犯罪數據庫中——她們此前曾在反戰活動中被捕。

## 榮譽
2017年，獲美國和平紀念基金會授予美國和平獎。